# Polycentropus devetaki
Polycentropus devetaki är en nattsländeart som beskrevs av Krusnik och Malicky 1992. Polycentropus devetaki ingår i släktet Polycentropus och familjen fångstnätnattsländor. Inga underarter finns listade i Catalogue of Life.